# Yeikson Montero
Yeikson José Montero (Santo Domingo, 19 de septiembre de 1996) es un jugador de baloncesto dominicano. Con una altura de 1 metro y 96 centímetros, puede jugar en las posiciones de escolta y alero.

## Trayectoria
Nacido en Santo Domingo, es un escolta formado en la Redemption Christian Academy situada en Houston, Texas, hasta 2017, cuando se ingresó en Pensacola State College en el que permaneció durante dos temporadas disputando la JUCO. 
En 2019, ingresa en la Universidad de Míchigan Oriental en Ypsilanti, en el estado de Míchigan para jugar durante dos temporadas la NCAA con los Eastern Michigan Eagles, desde 2019 a 2021.
Tras no ser drafteado en 2021, en la temporada 2021-22, firma por el Club Bàsquet Mollet de la Liga LEB Plata, en el que promedia 15.4 puntos y 5.3 rebotes por partido.
En verano 2022, firma por los Indios de San Francisco de Macorís de la Liga Nacional de Baloncesto de República Dominicana, en el que promedia 6.8 puntos y 2 rebotes por partido.
El 22 de julio de 2022, firma por el Club Baloncesto Gran Canaria y sería asignado a su filial de la Liga LEB Plata. En esta campaña 2022-23 promedia 11.4 puntos y 3.7 rebotes.
El 25 de enero de 2024, firma por el Juaristi ISB de la Liga LEB Plata española, disputando 10 encuentros en los que registró medias de 17 puntos y 3.9 rebotes.
Para la temporada 2024-25 ficha por La Salud Archena de Segunda FEB (antes LEB Plata) de la liga española. Disputó 29 partidos con medias de 13.7 puntos, 3.6 rebotes y 1.7 asistencias.